# 上塘街道
上塘街道，中国浙江省杭州市拱墅区所辖街道。原为上塘镇，2006年5月，改为街道。得名于境内的上塘河。总面积9.5平方千米，常驻人口3.6万人。浙大城市学院、浙江树人大学位于境内。

## 辖区
上塘街道现辖：	皋亭社区、瓜山社区、七古登社区、拱宸社区、绍兴路社区、红建河社区、假山路社区、善贤社区、八丈井社区、蔡马社区。